# Conchobar III mac Nessa
Conchobar III mac Nessa – legendarny król Ulaidu z dynastii Milezjan (linia Ira, syna Mileda) w latach 11 p.n.e.-30 n.e. Syn Ness i druida Cathbada, wnuka Rudraige’a I Mora („Wielkiego”) mac Sithrige, króla Ulaidu i zwierzchniego króla Irlandii.
Ness, matka Conchobara, była żoną Fachtny Fathacha („Rozważnego”), króla Ulaidu. Z tego powodu niektóre źródła błędnie uznawały Conchobara za jego syna. Informacje o jego czterdziestoletnich rządach z Emain Macha w Ulaidze czerpiemy ze źródeł średniowiecznych, np. „Laud Misc. 610” z XV w., gdzie zanotowano na jego temat: Conc[h]obor m[a]c Fachtnai .xl. blī[adn]a (fol. 107 a 38). Zapisano tam małymi literami rzymską cyfrę XL (czterdzieści). Conchobar objął tron w wyniku intrygi matki Ness, w której był zakochany Fergus II mac Roich, brat stryjeczny Cathbada. Ness bowiem przekonała króla, by przekazał władzę na rok Conchobarowi. W tym czasie Ness przekupywała dostojników, by popierali jej syna. Gdy minął termin, Fergus zażądał zwrotu władzy. Jednak dostojnicy, po odbytej naradzie, postanowili pozostawić władzę Conchobarowi. Raz bywał dobrym królem, a innym razem złym. Był niezwykle hojnym królem, zwłaszcza wobec siostrzeńca Cuchulainna. Zawsze bronił Ulaidu w walkach z Medb, królową Connachtu, która była dawniej jego żoną.
Z jego winy doszło do przekleństwa Machy, jakie spadło na Ulaid, oraz tragedii Derdriu. Bowiem Conchobar będąc żonaty, zakochał się w Deirdre, zwanej niekiedy Derdriu (pol. „Bolesna”), która była córką Fedlimida mac Daill, naczelnika jednego z klanów Ulaidu. W dniu jej narodzin Cathbad przestrzegał, że ona będąc najpiękniejszą kobietą w Irlandii, poślubi króla, zarazem stanie się przyczyną rozlewu krwi i zniszczeń w kraju. Kiedy Deirdre podrosła, Conchobar był już starym człowiekiem. Z odrazą odrzuciła jego zaloty i uciekła z przystojnym młodym wojownikiem Noise, synem Uisnecha i Elvy, siostry króla. Król nadal nie dawał za wygraną. W końcu dopiął swego. Po zabójstwie Noise’a, poślubił Deirdre. Ta, nie mogąc znieść takiej sytuacji, popełniła samobójstwo, skacząc z pędzącego rydwanu. Ekskról Fergus II mac Roich, przerażony postępowaniem Conchobara, przyłączył się do wrogów Ulaidu i rozpoczęła się długotrwała wojna.
Conchobar zginął od magicznego pocisku wyrzuconego z procy słynnej „kuli z mózgu”, którą Conall zrobił z mózgu zabitego króla Leinsteru. Kula utkwiła w głowie Conchobara i medycy doradzali mu, aby unikał energicznych ćwiczeń i podniecenia. Kilka lat później Conchobar wpadł we wściekłość i „kula z mózgu” przyprawiła go o śmierć. Legendy mówią, że Conchobar urodził się tego samego dnia, co Jezus Chrystus (choć nie w tym samym roku) i zmarł również tego samego dnia, w którym ukrzyżowano Zbawiciela. Jego następcą na tronie Ulaidskim został syn Cumscraid Menn („Mały”).

## Małżeństwa i potomstwo
Conchobar poślubił cztery córki arcykróla Eochaida IX Feidlecha: Medb, przyszłą żonę króla Connachtu Oliolla I Mora, Eithne Aittenchaithrech, Mugain i Clothrę. Medb była wcześniej żoną Tinne’a mac Conrach, drugiego króla Connachtu, który został zabity przez Conchobara. Conchobar miał dziesięcioro dzieci z różnych kobiet:
- Fedelm Noichrothach („Dziewięciokrotnie Piękna”), przyszła żona Cairbre’a Nia Fer, potem Conalla Cernacha
- Cormac Connloignes, żonaty z Niam, córką Celtchaira
- Cumscraid Menn, przyszły król Ulaidu
- Follamain
- Maine
- Glaisne, z żony Mugain, przyszły król Ulaidu
- Amalgad, z żony Medb
- Doruama, przyszła żona Celtchaira
- Blaithine, przyszła żona Cú Roí
- Furbaide Ferbend, urodzony z żony Clothry przez pośmiertne cesarskie cięcie